# Felsőszolcsva

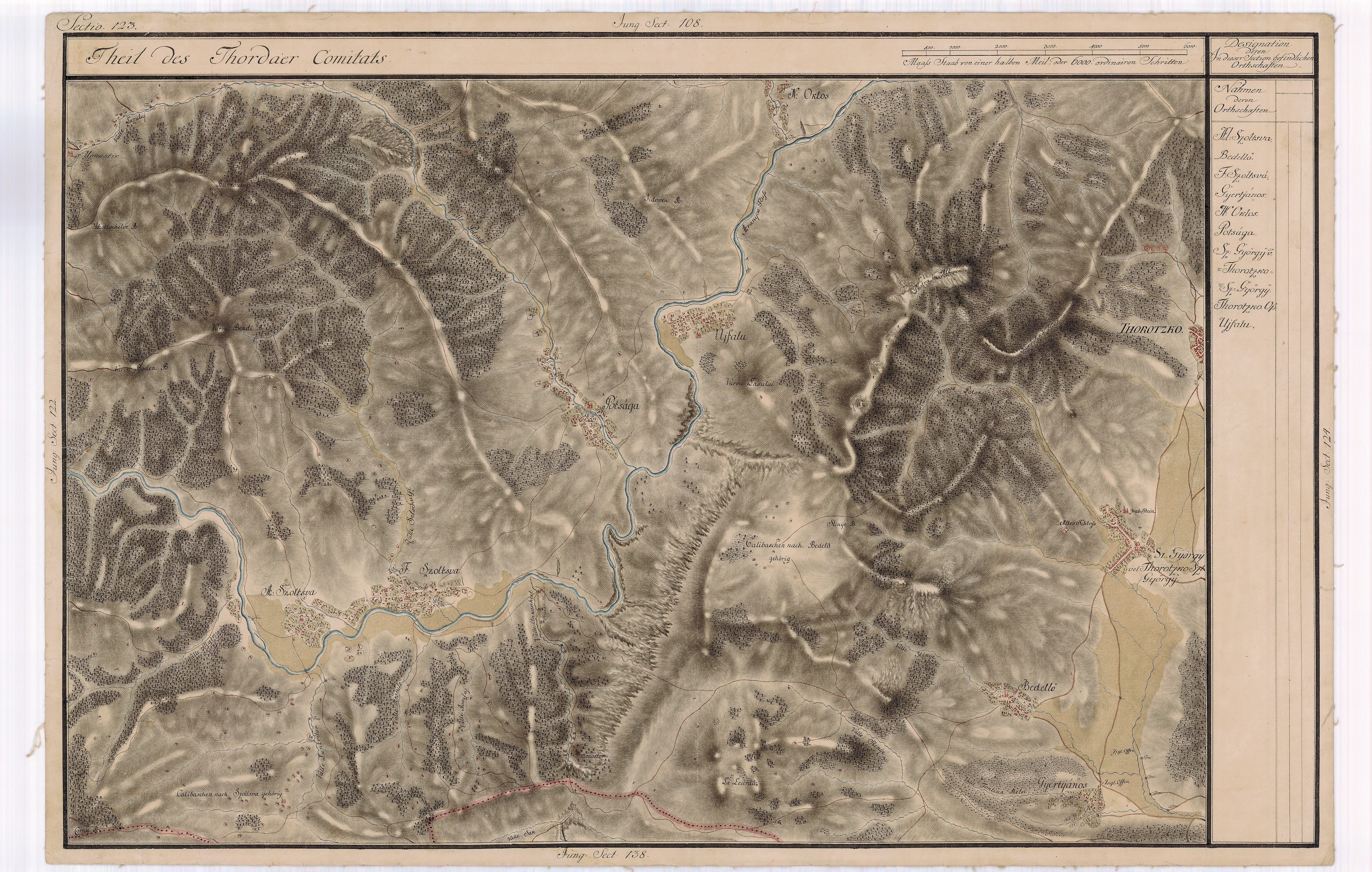
Felsősolcsva egy régi térképen

Felsőszolcsva románul: Sălciua de Sus, falu Romániában, Erdélyben, Fehér megyében.

## Fekvése
Torockótól délkeletre, Alsószolcsvától nyugatra, az Aranyos jobb partján fekvő település.

## Története
Felsőszolcsva, Szolcsva nevét 1470-ben említette először oklevél Felsewsolczwa néven. 1516-ban Felsewzolchwa Torockó tartozékaként volt említve. 1473-ban (felében) 14 jobbágytelek Orosz Tamás, Gewrkew, Hwchaga Péter és Juga Iván jobbágy kezén volt. További névváltozatai: 1474-ben Felsewzolchwa, 1489-ben Felseuzolchwa, 1495-ben Felsewzolchwa, 1733-ban Felső-Szelcsva, 1750-ben Felső Szelcsova, 1760–1762között Felső Szalcsam (!), 1805-ben Felső-Szolcsva, 1808-ban Szolcsva (Felső-), 1861-ben Felső-Szolcsva, 1888-ban Felső-Szolcsva (Szelcséna [!] din szusz), 1913-ban Felsőszolcsva.
A trianoni békeszerződés előtt Torda-Aranyos vármegye Torockói járásához tartozott. 1910-ben 1243 lakosából 1217 román volt. Ebből 1238 görögkeleti ortodox volt.

## Nevezetességek
- Valer Butură falumúzeum

## Híres emberek
- Itt élt a 18. század végén - 19. század elején Simion Pantea kántor, bíró. Az ő költségén jelent meg Nagyszebenben 1802-ben A bölcs Szindipa története című népkönyv. (Sindipii filosofului, care mai întîi s-au întors din limba persiană în elinească, iar acum din limba elinească prefăcută în românească, dată în tipar cu cheltuiala lui Simeon Pantea din satul Selcioade-Sus pe Ariaşi. Sibiu, Ion Bart, 1802.)